# Exército Irlandês

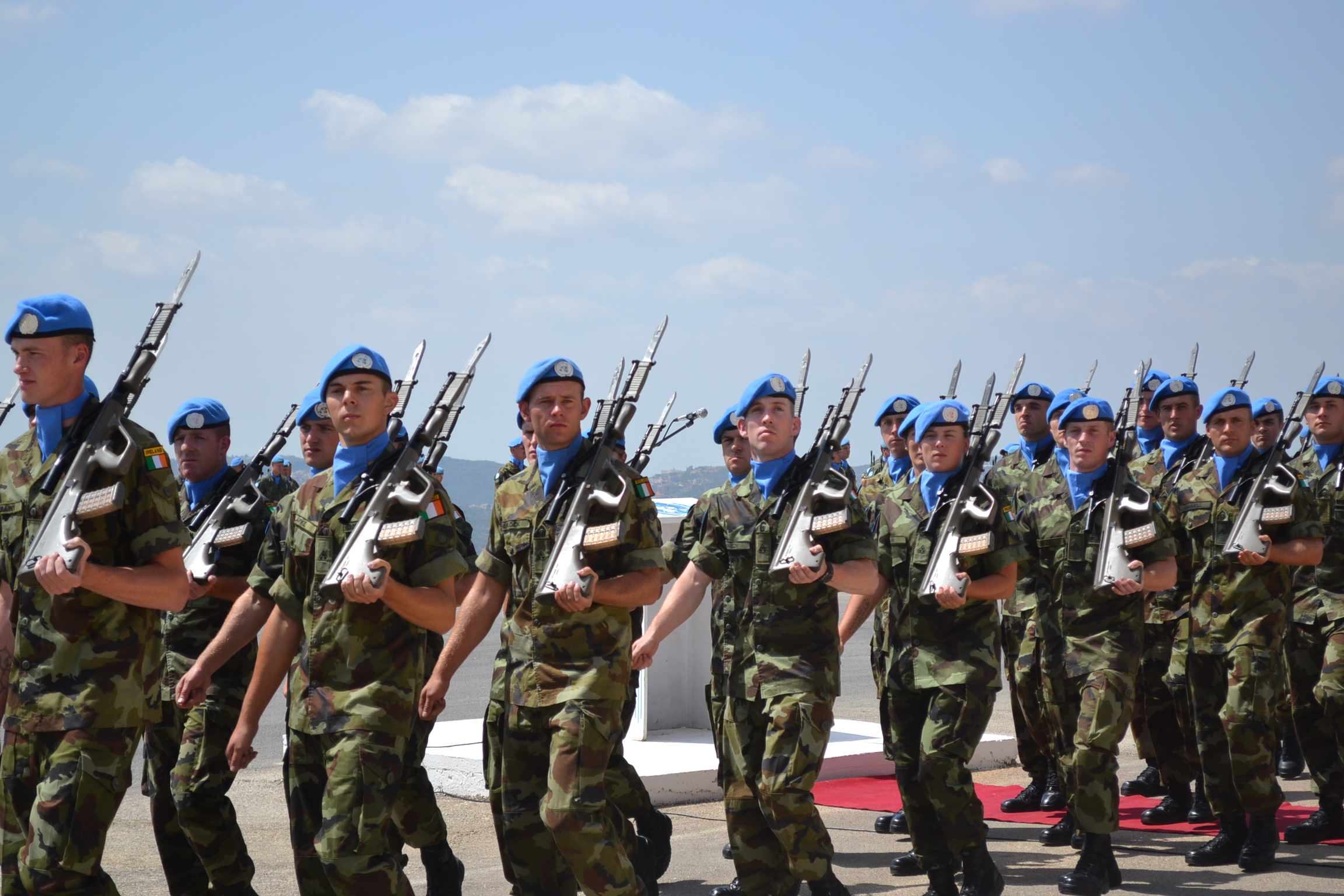
Militares irlandeses.

O Exército da Irlanda (em irlandês: Arm na hÉireann; em inglês: Irish Army) é o ramo terrestre e principal das Forças de Defesa Irlandesas. Foi formada primeiramente em 1922, depois da implementação o Tratado Anglo-Irlandês e da subsequente fundação do Estado Livre Irlandês. Foi originalmente formada dos elementos do pro-Tratado do Exército Republicano Irlandês (ERI), e sua primeira tarefa foi defender o novo Estado Livre do anti-Tratado IRA durante a Guerra Civil Irlandesa. Atualmente possui 7 310 militares em suas fileiras.